# Amphion floridensis
Amphion floridensis är en fjärilsart som beskrevs av Clark 1920. Amphion floridensis ingår i släktet Amphion och familjen svärmare. Inga underarter finns listade i Catalogue of Life.

## Beskrivning

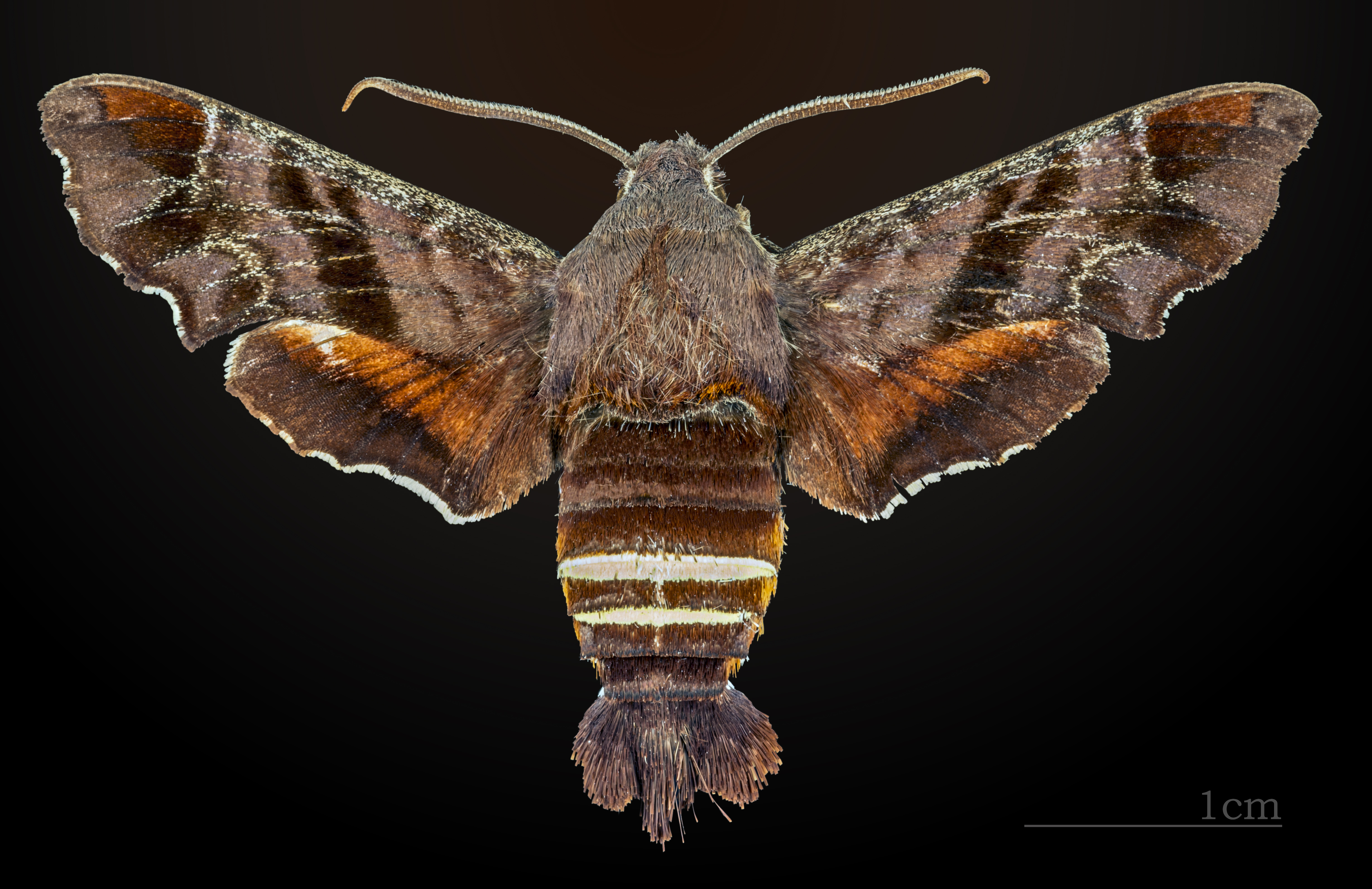
Amphion floridensis ♂
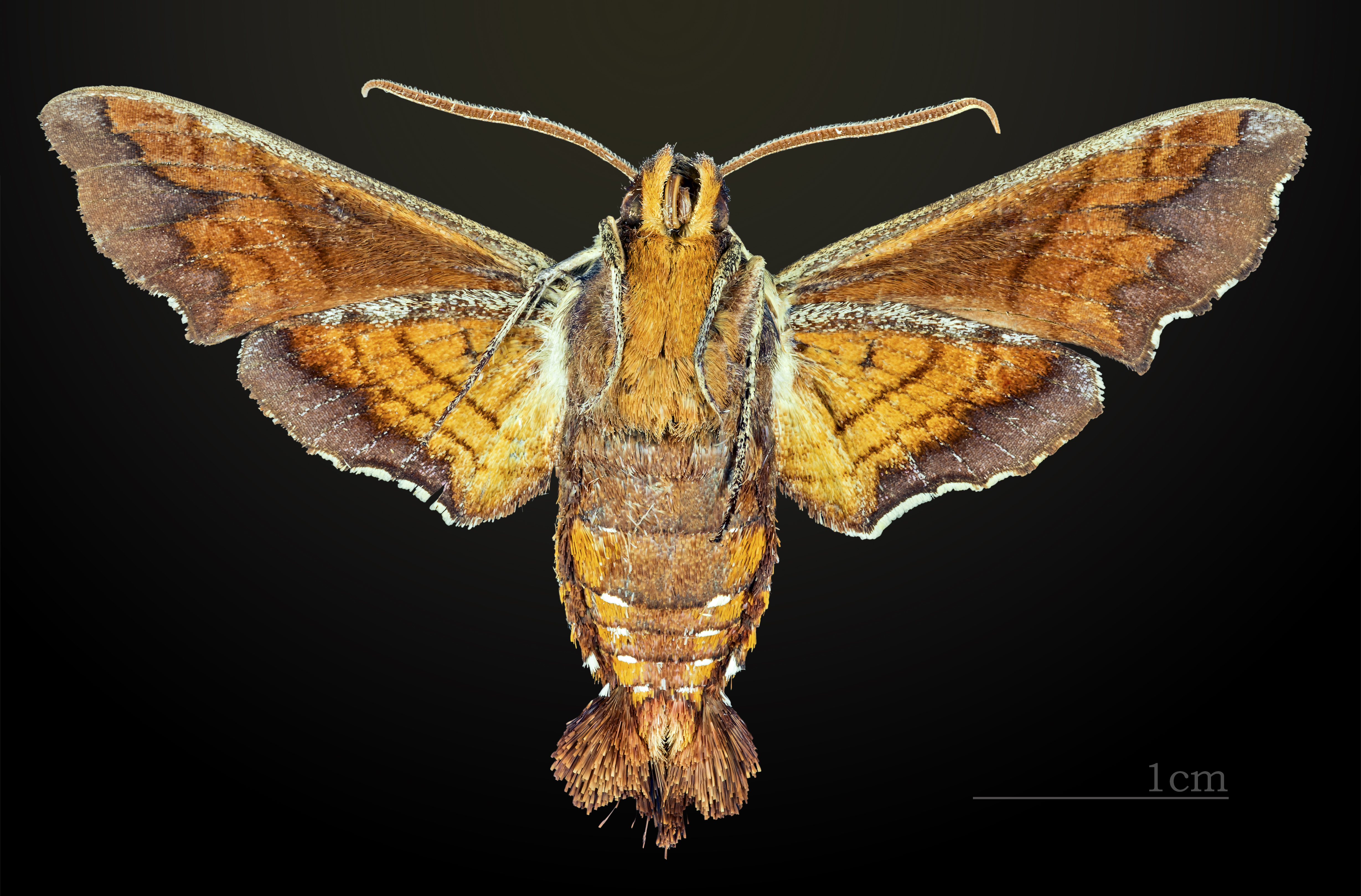
Amphion floridensis ♂ △
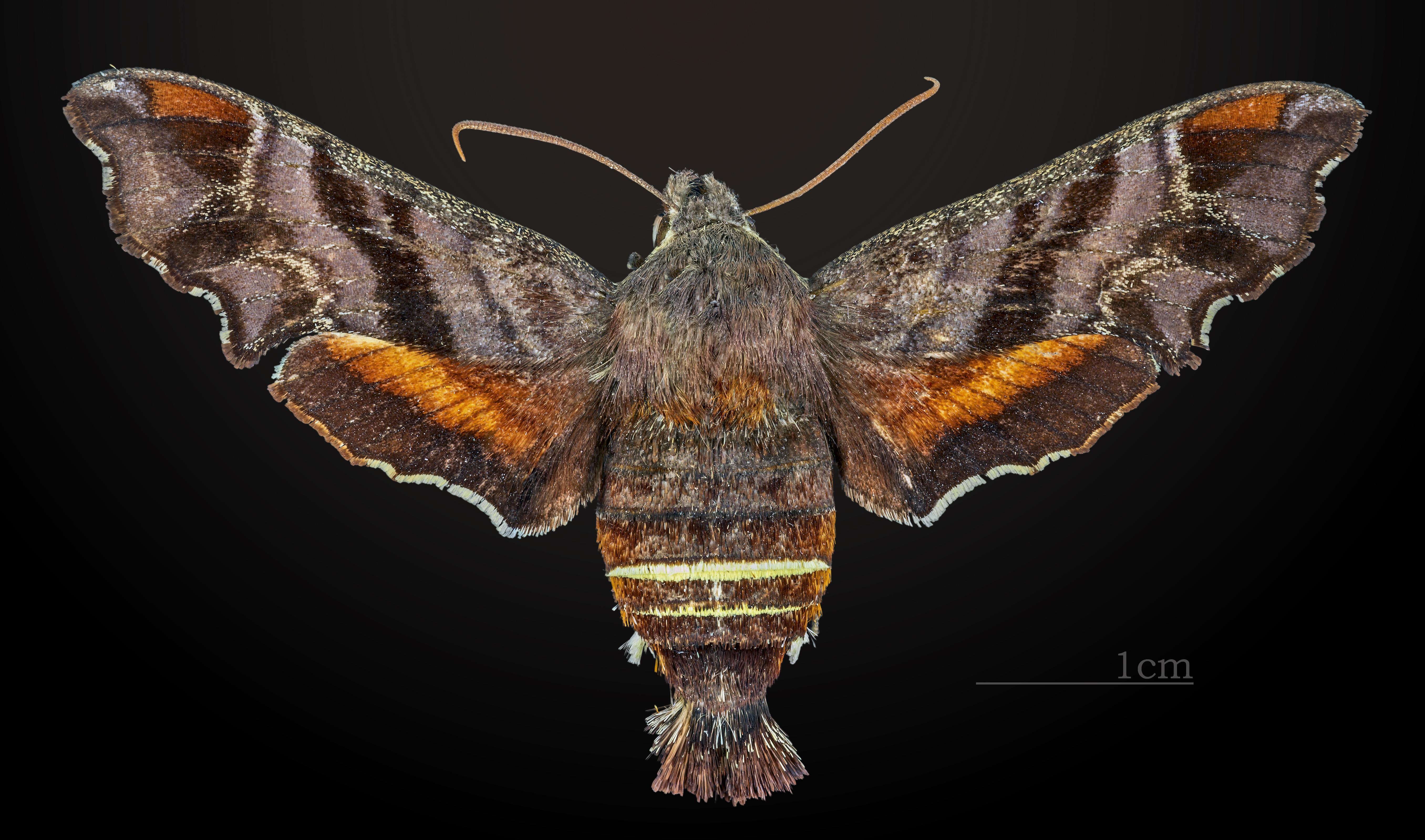
Amphion floridensis ♀
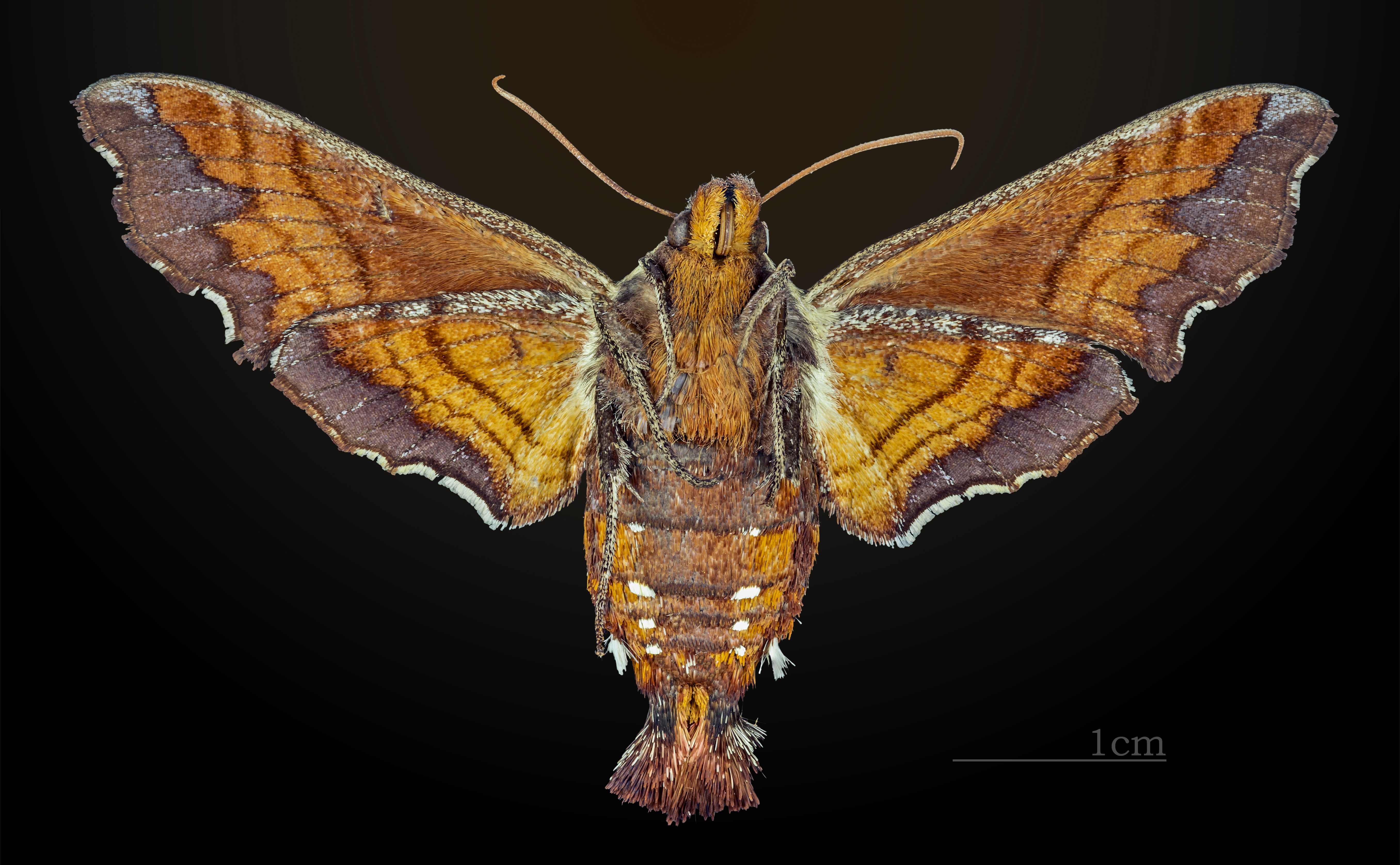
Amphion floridensis ♀ △

## Bildgalleri

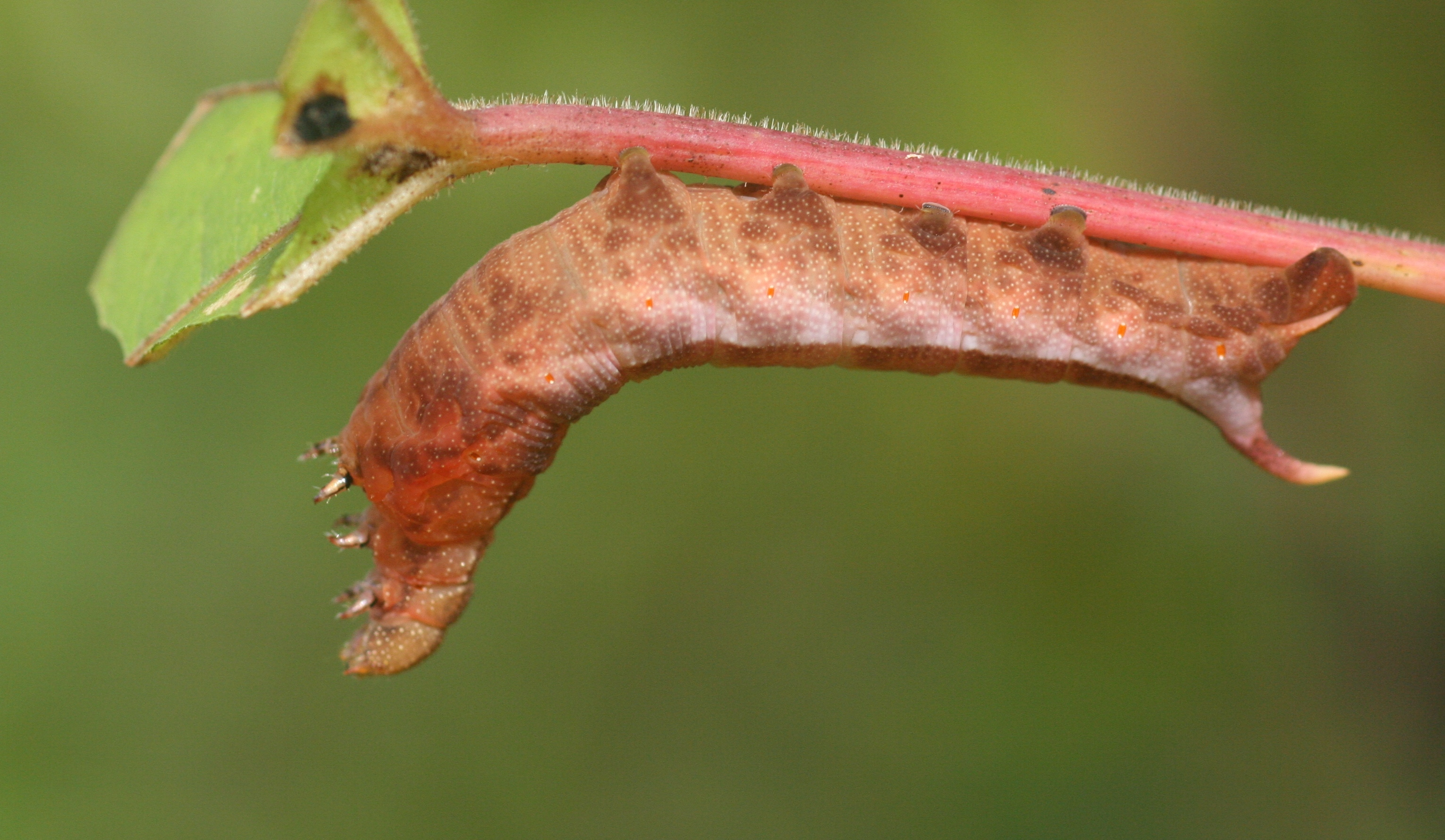
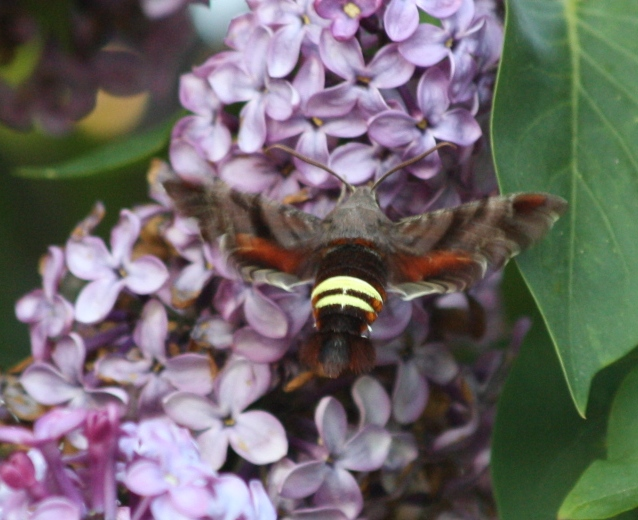
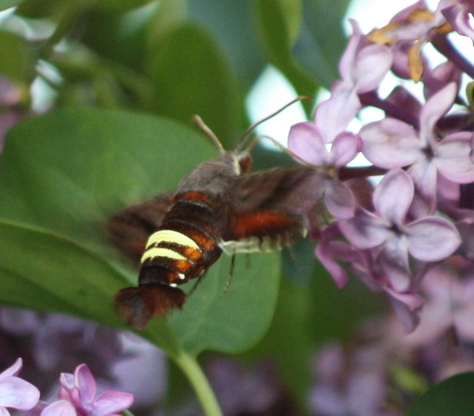